# Forêt nationale d'Amaná
La forêt nationale d'Amaná (portugais : Floresta Nacional do Amaná) est une forêt nationale brésilienne. Elle se situe dans la région Nord, dans l'État du Pará.
Le parc fut créé le 2006 et couvre une superficie de 539 571,39 hectares.
Il s'étend sur le territoire de la municipalité de Jacareacanga.